# Крайгорци
Крайгорци (болг. Крайгорци) — село в Болгарии. Находится в Шуменской области, входит в общину Вырбица. Население составляет 216 человек.

## Политическая ситуация
В местном кметстве Крайгорци, в состав которого входит Крайгорци, должность кмета (старосты) исполняет Кемал Ереджеб Мехмедали (Движение за права и свободы (ДПС)) по результатам выборов правления кметства.
Кмет (мэр) общины Вырбица — Исмаил Мехмед Мехмед Движение за права и свободы (ДПС)) по результатам выборов в правление общины.